# Paysage d'hiver avec patineurs et trappe aux oiseaux
Pour les articles homonymes, voir Paysage d'hiver (homonymie) et Winterland.
Paysage d'hiver avec patineurs et trappe aux oiseaux (également Paysage d'hiver avec des patineurs sur glace ou La Trappe aux oiseaux) est une peinture réalisée par Pieter Brueghel l'Ancien en 1565. Elle montre une scène de village avec des patineurs sur une rivière gelée et des oiseaux qui se rassemblent autour d'un piège  sur le sol enneigé et dans des arbres nus. Elle est conservée aux Musées royaux des beaux-arts de Belgique.
Un trébuchet (un piège à oiseaux) est visible en bas à droite du tableau.

## Description
La Trappe aux oiseaux de Pieter Brueghel est l'une des compositions les plus populaires de la tradition paysagère néerlandaise et l'une des œuvres les plus connues de la famille Brueghel, elle existe dans plus de 120 versions. Le thème du paysage hivernal, et en particulier celui des patineurs sur glace, a souvent été proposé pour représenter la précarité de la vie : en effet, un tel thème est même inscrit sur une gravure d'après Pieter Bruegel l'Ancien représentant un paysage hivernal avec des patineurs sur glace devant la Porte Saint-Georges d'Anvers : Lubricitas Vitae Humanae (Insécurité ou lubricité de l'existence humaine). Des allusions sous-jacentes similaires sont bien documentées dans l'œuvre de Bruegel l'Ancien. Le piège à oiseaux, cependant, est doté d'un aspect poignant ; au-delà du paysage et de l'ambiance, par l'ajout du thème symbolique : l'innocence des oiseaux face à la menace du piège, reflété par le jeu insouciant des patineurs sur la glace fragile. C'est peut-être une marque de l'empathie de Brueghel pour son sujet.
Le tableau est principalement peint en blanc, beige clair et bleuâtre. Il montre un paysage hivernal enneigé. Le tiers supérieur de l'image est occupé par le ciel. À l'horizon, la plaine enneigée avec dans le lointain la silhouette d'une ville. Le fond est encadré par un paysage de village, composé d'une douzaine de maisons rougeâtres et d'une église, le tout avec des toits enneigés. Le village a été identifié comme étant  Pède-Ste-Anne dans le Brabant, dont l'église gothique est également représentée dans Der Blindensturz (La chute des aveugles) de Bruegel. La silhouette de la ville en arrière-plan serait celle d'Anvers.
Tout le paysage est couvert d'arbres nus. Le premier plan est divisé en deux scènes : à gauche, sur un peu plus de la moitié de la largeur de l'image, de nombreuses personnes s'amusent sur la glace d'une rivière gelée. Le côté droit de l'image montre des oiseaux autour d'un trébuchet à oiseaux sur la berge. Les gens sont éparpillés sur la glace seuls ou en petits groupes, ils patinent ou jouent. Parfois vêtus de rouge vif, ils se distinguent nettement de l'environnement lumineux, presque monochrome. Sur la rive droite de la rivière, il y a aussi des arbres sombres aux branches nues recouvertes de neige. Au dessous, plusieurs buissons font saillie dans l'image. Un grand arbre atteint le bord supérieur de l'image. Vers la droite et légèrement en avant, la trappe à oiseaux qui donne son nom à la composition. Dans le voisinage immédiat, plusieurs oiseaux noirs picorent dans la neige, tandis que d'autres sont immobiles sur les branches des plantes environnantes.
Quel que soit le prototype, la beauté distinctive de la composition reste incontestée. La scène est l'une des premières représentations pures du paysage hollandais et l'une des figures emblématiques de l'histoire de l'art. En effet, c'est peut-être la scène la plus expressive de toutes les compositions de ce genre, en raison de l'introduction du thème des pièges à oiseaux en présence des villageois qui jouent sur la glace.

## Versions

### Version de Brueghel l'Ancien, 1565 (Bruxelles)
La version conservée à Bruxelles est une peinture à l'huile 37 x 55,5 cm sur bois de chêne. En bas à droite de l'image, il y a une signature de Bruegel avec datation : « BRVEGEL / M. D. LXV ».
Le tableau faisait partie de la collection du Dr. F. Delporte et entre au Musée royal des Beaux-Arts (Musées royaux des Beaux-Arts) (Inventaire n° 8724) en 1973. L'attribution du tableau à Pieter Bruegel l'ancien est remise en question très tôt, entre autres par Gustav Glück et Will Grohmann. Klaus Ertz a développé une théorie selon laquelle la version originale du tableau contient également une œuvre perdue du deuxième fils de Bruegel, Jan Brueghel l'Ancien. Au milieu du tableau, plusieurs scènes de cette composition ont pu être discernées.

### Version attribuée à Brueghel le Jeune, 1601 (Vienne)

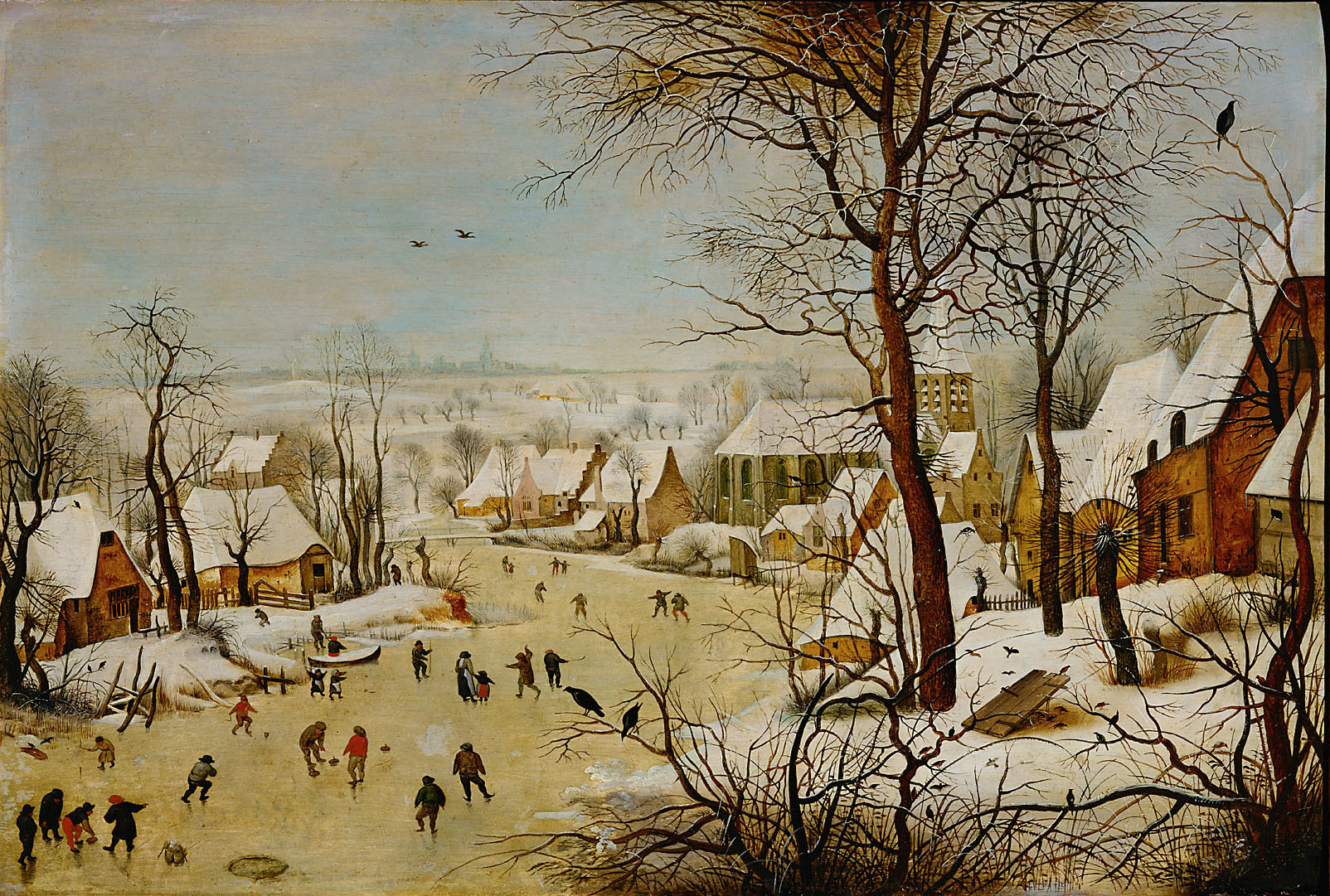
Paysage d'hiver avec patineurs et trappe aux oiseaux, Pieter Brueghel le Jeune (?), 1601 (Vienne)

La version conservée à Vienne est également peinte en couleur à l'huile et sur bois de chêne. Le panneau mesure 39 x 57 centimètres, avec un encadrement de 52,2 x 69,5 centimètres et une profondeur de 6 centimètres. Il est signé et daté en bas à droite : « P. BRVEGH[...] 1601 », mais l'année est à peine lisible. L'œuvre faisait partie de la collection de Léopold-Guillaume de Habsbourg et se trouve sous le numéro d'inventaire GG_625 dans la Gemäldegalerie du Musée d'histoire de l'art de Vienne ; le musée l'attribue à Pieter Brueghel le Jeune avec l'ajout de la mention « douteux ».

### Autres versions
Il existe de nombreuses répliques et copies anciennes du tableau. Celui-ci étant l'une des compositions les plus populaires de la peinture paysagiste hollandaise et l'une des plus connues de la dynastie des Brueghel et de leurs ateliers, principalement produits par Pieter Brueghel le Jeune, environ 130 exemplaires connus du motif ont été conservés, qui sont généralement peu différents. Ils sont situés entre autres au Musée national de Wrocław, au Musée Pouchkine de Moscou et au Bonnefantenmuseum de Maastricht. En France, une huile sur bois représentant cette même scène est visible au musée de Sens. Le 15 mai 2022, un Paysage d'hiver avec patineurs et trappes aux oiseaux, découvert par hasard dans un appartement, a été vendu aux enchères pour 600 000 euros dans un hôtel des ventes de Dijon.